# Fenais da Luz
Fenais da Luz es una freguesia portuguesa del concejo de Ponta Delgada, situado en la Isla de São Miguel, Región Autónoma de Azores. Posee un área de 7,67 km² y una población total de 1.895 habitantes (2001). La densidad de población asciende a 247,1 hab/km². Se encuentra a una latitud de 37°49'N y una longitud 25°39'O. La freguesia se encuentra a 1 m s. n. m. La actividad principal es la agricultura. Al norte se encuentra el océano Atlántico.

## Freguesiaspróximas
- Calhetas de Rabo de Peixe (Ribeira Grande), este
- Livramento, sudeste
- Fajã de Baixo y Fajã de Cima, sur
- São Vicente Ferreira, sudoeste
- Capelas, nordeste

- Datos: Q1997916
- Multimedia: Fenais da Luz (Ponta Delgada) / Q1997916

1. ↑  Worldpostalcodes.org,código postal n.º 9545-218.